# Прапори Венесуели
Прапор штату Венесуели — офіційний символ провінції, який має кожен регіон. 

## Список

### Території зі спеціальним статусом
| Прапор | Затверджений | Використання                   | Опис |
| ------ | ------------ | ------------------------------ | --- |
|        | 1989 –       | Федеральний (столичний) округ  | Прапор являє собою полотнище червоного кольору з гербом міста посередині. Пропорції прапора: 2:3.                                                            |
|        | 1999 –       | Федеральні володіння Венесуели | Прапор являє собою зелено-біло-синій горизонтальний триколор, в центрі якого розміщено символічне зображення риби червоного кольору. Пропорції прапора: 2:3. |

### Штати Венесуели
| Прапор | Затверджений | Використання   | Опис |
| ------ | ------------ | -------------- | --- |
|        | 2002 –       | Амасонас       | Прапор являє собою синьо-зелено-червоний горизонтальний триколор, в центрі якого розміщено профіль штату коричневого кольору. На профілі розташовані сім зірок, гора та обличчя. Пропорції прапора: 2:3. |
|        | 1999 –       | Ансоатегі      | Прапор являє собою синьо-жовто-зелений горизонтальний триколор, в центрі якого чорною лінією нанесено профіль штату. У лівому верхньому куті прапору розміщено герб штату. Пропорції прапора: 2:3. |
|        | 1996 –       | Апуре          | Прапор являє собою жовто-синьо-зелений горизонтальний триколор з білим рівнобедреним трикутником біля держака. В трикутнику розміщено герб штату, а на синій смузі — сім п'ятипроменевих білих зірок, які символізують муніципалітети штату. |
|        | 1992 –       | Арагуа         | Прапор розділкний по діагоналі на чотири рівнобедрені трикутники жовтого (золотого) та червоного кольорів. В центрі прапору розміщено герб штату. Пропорції прапора: 2:3. |
|        | 1997 –       | Барінас        | Прапор являє собою синьо-біло-зелений горизонтальний триколор, в центрі якого розміщено червоний прямокутник. В прямокутнику розміщено зелену пальму на фоні семипроменевого сонця, що сходить. |
|        | 2000 –       | Болівар        | Прапор складається з жовтого прямокутника з зеленим колом в центрі, який перетинають три вузькі сині смуги. На центральній смузі розміщено вісім п'ятипроменевих білих зірок, а в лівому верхньому куті — герб штату. Пропорції прапора: 2:3. |
|        | 1999 –       | Варгас         | Прапор являє собою біле полотнище з сонцем посередині. Низ прапора перетинає синя смуга з чотирма п'ятипроменевими зірками. Правий бік прапору перетинають чотири рівнозначні вертикальні смуги червоного, жовтого, білого та синього кольорів, які разом займають 1/3 від ширини стяга. Пропорції прапора: 2:3. |
|        | 1995 –       | Гуаріко        | Прапор складається з чотирьох горизонтальних рівнозначних смуг синього, білого, жовтого та зеленого кольорів, в центрі якого розміщено контур штату. Контур ділиться на дві частини — синю та зелену. На синій частині розміщено зображення гори, а на зеленій — зображення коров'ячої голови та двох гілок. По сторонах контуру штату розташовано по сім золотих п'ятипроменевих зірок. У лівому верхньому куті прапору розміщено герб штату. Пропорції прапора: 2:3. |
|        | 2004 –       | Дельта-Амакуро | Прапор складається з трьох нерівнозначних смуг блакитного, зеленого і синього кольорів. Біля держака розташований синій рівносторонній трикутник, обрамлений чотирма рівнозначними смугами білого, жовтого, коричневого та чорного кольорів. В трикутнику розміщено контур штату зеленого кольору. На блакитній смузі розміщено чотири білі п'ятипроменеві зірки. Пропорції прапора: 2:3.                                                                              |
|        | 1995 –       | Карабобо       | Прапор являє собою червоний прямокутник, який перетинають дві смуги: синя (широка) і зелена (вузька). На відстані 2/3 від держака прапору розміщено тріумфальну арку на фоні сонця, що сходить. Пропорції прапора: 2:3. |
|        | 1997 –       | Кохедес        | Прапор являє собою помаранчевий прямокутник, який знизу перетинають дві рівнозначні смуги чорного і синього кольорів. У лівому верхньому куті розміщено синє коло з шістнадцятипроменевим сонцем. Пропорції прапора: 2:3. |
|        | 2000 –       | Лара           | Прапор являє собою прямокутне полотнище, розділене по горизонталі на червону та зелену частини в пропорції 2:1. У центрі прапору розміщено біле з золотим обрамленням сонце, що сходить. Пропорції прапора: 2:3. |
|        | 1996 –       | Мерида         | Прапор складається з двох прямокутних трикутників зеленого та блакитного кольорів, і одного рівнобедреного трикутника білого кольору. В центрі прапору розміщено червону п'ятипроменеву зірку. Пропорції прапора: 2:3. |
|        | 2006 –       | Міранда        | Прапор являє собою чорно-червоно-жовтий горизонтальний триколор. В центрі чорної смуги розміщено шість п'ятипроменевих білих зірок, а в лівому верхньому куті — жовте сонце. На сонці розміщено дві гілки какао та напис іспанською «Свобода або смерть». Пропорції прапора: 2:3. |
|        | 2003 –       | Монагас        | Прапор являє собою блакитний прямокутник, який нижче центру перетинають три рівнозначні смуги синього, зеленого та чорного кольорів. На зеленій смузі зображено сонце, що сходить. Над смугами розміщено силует пам'ятника Хуани Рамірес — героїні війни за незалежність Венесуели. Пам'ятник оточують 13 білих п'ятипроменевих зірок. Пропорції прапора: 2:3. |
|        | 1998 –       | Нуева-Еспарта  | Прапор являє собою жовтий прямокутник, який знизу перетинають дві рівнозначні смуги зеленого і синього кольорів. На відстані 2/3 від держака прапору зображено біле сонце, що сходить. В центрі зеленої смуги розміщено три п'ятипроменеві білі зірки, які символізують три острови штату: Маргариту, Коче та Кубагуа. Пропорції прапора: 2:3. |
|        | 1981 –       | Португеса      | Прапор являє собою синій прямокутник, який знизу перетинають дві нерівнозначні смуги білого і зеленого кольорів. У лівому верхньому куті зображено жовте сонце з білими променями. Пропорції прапора: 2:3. |
|        | 2002 –       | Сукре          | Прапор розділений по діагоналі на білу та блакитну частини. В білій частині розміщено герб штату, а в правій — 15 білих п'ятипроменевих зірок. Пропорції прапора: 2:3. |
|        | 1991 –       | Сулія          | Прапор являє собою синьо-чорний горизонтальний біколор, в центрі якого зображено білу блискавку на фоні жовтого сонця. Пропорції прапора: 2:3. |
|        | 1997 –       | Тачира         | Прапор являє собою жовто-чорно-червоний горизонтальний триколор, в центрі якого зображено чотири білі п'ятипроменеві зірки та дві гілки какао під ними. Пропорції прапора: 2:3. |
|        | 1994 –       | Трухільйо      | Прапор являє собою червоно-білий горизонтальний біколор з зеленим рівнобедреним трикутником біля держака. В трикутнику розміщено білу п'ятипроменеву зірку з голубом миру. Пропорції прапора: 2:3. |
|        | 2006 –       | Фалькон        | Прапор являє собою синій прямокутник, який у верхній частині перетинає червона смуга з написом іспанською «Смерть тиранії, життя свободі». Також на прапорі символічно зображені місяць та сонце, що сходить. Пропорції прапора: 19:31. |
|        | 1995 –       | Яракуй         | Прапор являє собою червоно-біло-синій діагональний триколор, в центрі якого розміщено сонце. Всередині сонця зображено зелене поле на фоні коричневих гір та блакитного неба. Пропорції прапора: 2:3. |